# Vlag van Kwazoeloe

Vlag van Kwazoeloe (1985–1994)

De vlag van Kwazoeloe werd in 1985 officieel goedgekeurd. Deze kleuren staan voor het volk (zwart), het land (groen) en de natuurlijke rijkdom en hulpbronnen (goud). Wit en rood zijn de aanvullende kleuren van Inkatha. Terwijl de eerste vlag een gewoon wit schild op het hijspaneel had, is een andere verandering in het gewijzigde ontwerp de toevoeging van een volledig schild, staf en speren van een Zoeloekrijger.
Op 27 april 1994 werd Kwazoeloe, samen met de negen andere thuislanden, herenigd met Zuid-Afrika. Hiermee verviel de vlag.

## Eerdere vlag

Vlag van Kwazoeloe (1977–1985)

In 1977 was een eerdere vlag aangenomen. De Inkatha Vrijheidspartij, die politieke controle uitoefende in KwaZulu, had zijn oorsprong in het Afrikaans Nationaal Congres (ANC). In de eerste vlag van KwaZulu waren de strepen in het midden van de vlag het omgekeerde van die van het Afrikaans Nationaal Congres. In de latere versie werd dit veranderd in de volgorde van de vlag van het Afrikaans Nationaal Congres, namelijk zwart, groen en goud.

## Verwante afbeeldingen

Het wapen van Kwazoeloe
De vlag van de Inkatha Vrijheidspartij
De vlag van het Afrikaans Nationaal Congres